# Зубата акула вишукана
Зубата акула вишукана (Centroscyllium ornatum) — акула з роду Зубата акула родини Ліхтарні акули.

## Опис
Загальна довжина досягає 30 см. Голова середнього розміру. Очі великі, овальні, мають горизонтальну форму. За очима присутні маленькі бризкальця. Зуби дрібні, з 3 верхівками та високою середньою верхівкою, які розташовані щільно у щелепах. У них 5 пар зябрових щілин. Тулуб кремезний, витягнутий, сплощений в області черева. Шкіряна луска з гачкоподібними шпиками, розташована щільно. Грудні та черевні плавці маленькі. Має 2 спинних плавця з дещо зігнутими, рифленими шипами. Спинні плавці менші ніж в інших представників роду зубатих акул. Передній спинний плавець починається відразу за грудними плавцями. Задній спинний плавець дещо більше за передній. Анальний плавець відсутній. Хвостовий плавець відносно короткий та широкий. Черево мало люмінесцентні ділянки.
Забарвлення темне, майже чорне на спині. Очі зеленуватого кольору.

## Спосіб життя
Тримається на глибинах від 521 до 1262 м. Здійснює добові міграції. Це одинак. Живиться дрібними донними безхребетними, мальками риб, личинками морських тварин.
Це яйцеживородна акула. Стосовно процесу парування та розмноження немає відомостей.

## Розповсюдження
Мешкає в Аравійському морі та Бенгальській затоці — окремими ареалами біля Пакистану, Індії, Бангладеш, М'янми.